# Giacomo Furia
Giacomo Matteo Furia (Arienzo, 2 de enero de 1925-Roma, 5 de junio de 2015) fue un actor de cine, televisión y de teatro italiano. Apareció en más de 130 películas entre 1948 y 1998.

## Biografía

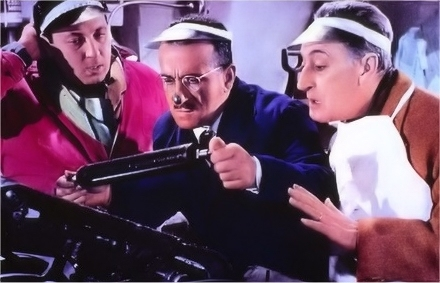
Giacomo Furia con Peppino De Filippo y Totò en La banda de los honrados (1956)

Furia comenzó su carrera gracias a Eduardo De Filippo, que se conocieron en un trabajo de verano después del colegio. Hizo su debut profesional en el teatro en 1945, en "Napoli milionaria" de De Filippo. Su debut en el cine fue tres años después, en el film de Mario Mattoli Assunta Spina. En su filmografía abundan sus apariciones junto a Totò, como la notable cine en La banda de los honrados. Entre sus intervenciones destaca trabajos para Federico Fellini, Vittorio De Sica, Roberto Rossellini y Francesco Rosi. En 1997 Furia publicó su propia autobiografía escrita en colaboración con Michele Avitabile, Le maggiorate, il principe e l'ultimo degli onesti. Murió el 5 de junio de 2015, a la edad de 90 años.

## Filmografía
| - Assunta Spina, de Mario Mattoli (1948) - La sposa non può attendere, de Gianni Franciolini (1949) - Luces de variedades (Luci del varietà), de Federico Fellini (1950) - Médico de locos (Il medico dei pazzi) de Mario Mattoli (1954) - Lacrime d'amore, de Pino Mercanti (1954) - Prima di sera, de Piero Tellini (1954) - El oro de Nápoles (L'oro di Napoli), de Vittorio De Sica (1954) - Compañeros de fatigas (I due compari), de Carlo Borghesio (1955) - La banda de los honrados (La banda degli onesti), de Camillo Mastrocinque (1956) - Peppino, le modelle e chella là, de Mario Mattoli (1957) - Onore e sangue, de Luigi Capuano (1957) - Buenos días, amor (Amore a prima vista), de Franco Rossi (1958) - Totò, Peppino e le fanatiche, de Mario Mattoli (1958) - Non sono più Guaglione, de Domenico Paolella (1958) - La culpa fue de Eva (Totò, Eva e il pennello proibito), de Steno (1959) - Las bodas venecianas (La prima notte), de Alberto Cavalcanti (1959) - El albergue de los suicidas (Pensione Edelweiss), de Ottorino Franco Bertolini y Víctor Merenda (1959) - Prepotenti più di prima, de Mario Mattoli (1959) - Lui, lei e il nonno, de Anton Giulio Majano (1959) - Contrabando en Nápoles (I ladri), de Lucio Fulci (1959) - Ragazzi del Juke-Box, de Lucio Fulci (1959) - Guardatele ma non toccatele, de Mario Mattoli (1959) - Avventura in città, de Roberto Savarese (1959) - Urlatori alla sbarra, de Lucio Fulci (1960) - Il corazziere, de Camillo Mastrocinque (1960) - I Teddy boys della canzone, de Domenico Paolella (1960) - Akiko, de Luigi Filippo D'Amico (1961) - Ursus en el valle de los leones (Ursus nella valle dei leoni), de Carlo Ludovico Bragaglia (1961) - La leggenda di Fra Diavolo, de Leopoldo Savona (1962) - Lo sgarro, de Silvio Siano (1962) | - Boccaccio 70, de Mario Monicelli, Federico Fellini, Luchino Visconti, Vittorio de Sica. (1962) - Un tipo extraño (Uno strano tipo), de Lucio Fulci (1963) - El monje de Monza (Il monaco di Monza), de Sergio Corbucci (1963) - I terribili 7, de Raffaello Matarazzo (1963) - Totó contra el pirata negro (Totò contro il pirata nero), de Fernando Cerchio (1964) - La donnaccia, de Silvio Siano (1965) - La vedovella, de Silvio Siano (1965) - Te lo leggo negli occhi, de Camillo Mastrocinque (1965) - El hombre de Marrakech (L'homme de Marrakech), de Jacques Deray (1966) - Operación Silencio (Agente X77 ordine di uccidere), de Maurice Cloche (1966) - La donna, il sesso e il superuomo, de Sergio Spina (1967) - Zum Zum Zum - La canzone che mi passa per la testa, de Bruno y Sergio Corbucci (1969) - Io non spezzo... rompo, de Bruno Corbucci (1971) - Sans sommation, de Bruno Gantillon (1973) - Il tuo piacere è il mio, de Claudio Racca (1973) - Provaci anche tu Lionel, de Roberto Bianchi Montero (1973) - Comisaria de guardia, de Guido Leoni (1974, también guionista) - Il venditore di palloncini, de Mario Gariazzo (1974) - La profesora lo enseña todo (La supplente), de Guido Leoni (1975) - L'adolescente, de Alfonso Brescia (1976) - Con ira en los ojos (Con la rabbia agli occhi), de Antonio Margheriti (1976) - 5 marines para 100 chicas (La settimana bianca), de Mariano Laurenti (1980) - La profesora de educación sexual (L'onorevole con l'amante sotto il letto), de Mariano Laurenti (1981) - Asesinato en el restaurante chino (Delitto al ristorante cinese), de Bruno Corbucci (1981) - Yo lo tengo claro (Vediamoci chiaro), de Luciano Salce (1984) - No Problem, de Vincenzo Salemme (2008) |